# Avión espacial

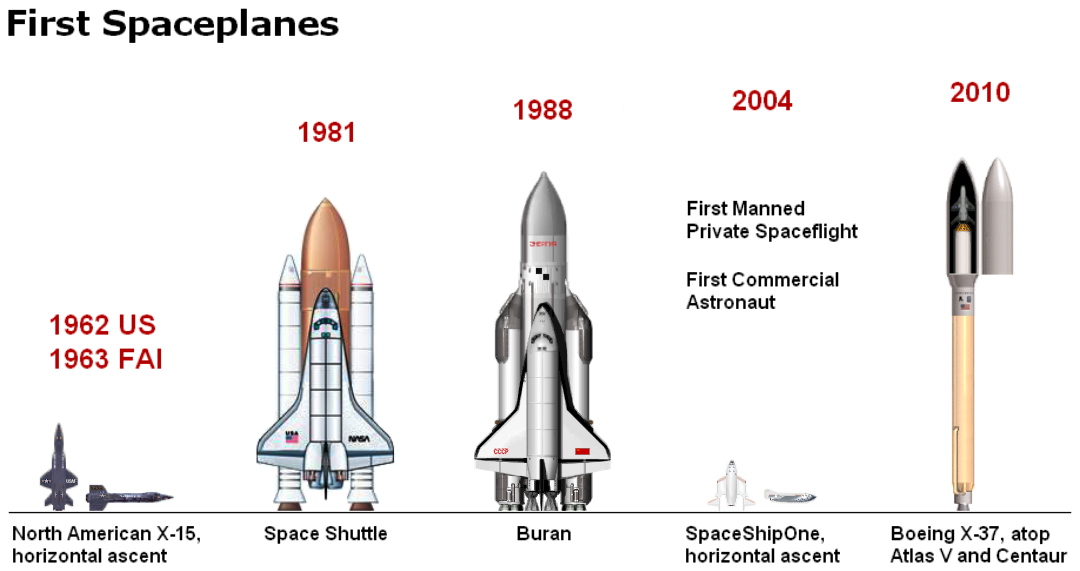

Un avión espacial es una aeronave diseñada para volar a altitudes extremas en el espacio y volver a la Tierra. Combina algunas de las características de una aeronave y de una nave espacial. Por lo tanto, los aviones espaciales son un tipo de nave espacial reutilizable. Típicamente, toma la forma de una nave espacial equipada con alas, aunque se han diseñado cuerpos sustentadores (lifting bodies). La propulsión para llegar al espacio puede ser basada puramente en cohetes o puede utilizar la ayuda de motores de aspiración atmosférica.

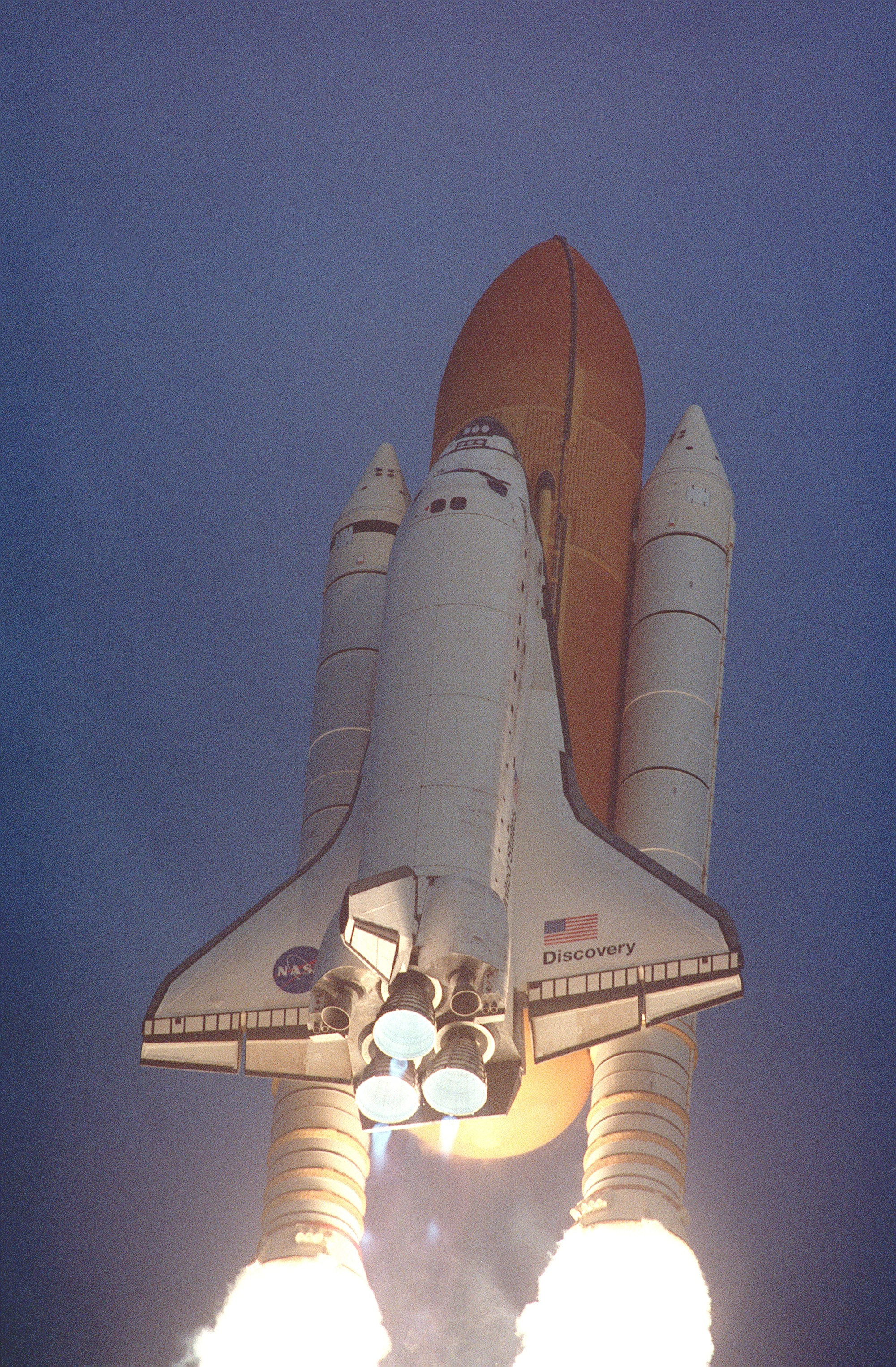
El despegue del transbordador espacial Discovery de la NASA. Los transbordadores espaciales estadounidenses son aviones espaciales tripulados.

Hasta ahora, solo los aviones cohete han tenido éxito al llegar al espacio, aunque algunos se han transportado hasta una altura de varias decenas de miles de pies por aeronaves convencionales antes de la liberación.

## Historia
A fecha de 2015, solo cinco aviones espaciales han volado con éxito, habiendo reentrado en la atmósfera terrestre y aterrizado de forma segura:
- North American X-15
- Transbordador espacial
- Transbordador Burán
- SpaceShipOne
- Boeing X-37

Los cinco se consideran planeadores de cohetes. Dos de estos cinco (X-15 y SpaceShipOne) son aviones propulsados por cohetes que han sido transportados a una altitud de varias decenas de miles de pies por una nave nodriza atmosférica antes de ser lanzados, y luego vuelan más allá de la línea Kármán, el límite de la atmósfera de la Tierra, bajo su propio poder. Tres de ellos (Transbordador espacial, Burán y X-37) son vehículos de aterrizaje horizontal y despegue vertical (VTHL) que dependen del empuje de cohetes para que la fase de ascenso alcance el espacio y la elevación atmosférica para la reentrada, el descenso y el aterrizaje. Las tres aeronaves espaciales VTHL volaron mucho más lejos que las aeronaves lanzadas, no solo saliendo de la atmósfera terrestre, sino también entrando en órbita alrededor de ella, lo que requiere al menos 50 veces más energía en el ascenso y una fuerte protección térmica para el viaje de regreso. De los cinco vehículos, tres han sido pilotados por astronautas, volando el Burán y el X-37 en misiones no tripuladas.